# Dumitru Răducanu

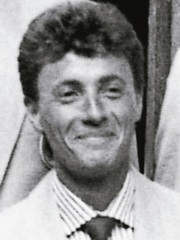
Dumitru Răducanu in den 1980er-Jahren

Dumitru Răducanu (* 19. Juli 1967 in Bukarest) ist ein ehemaliger rumänischer Steuermann im Rudern.

## Sportliche Karriere
Der 1,65 m große Dumitru Răducanu startete bei den Olympischen Spielen 1984 in Los Angeles zusammen mit Vasile Tomoiagă und Dimitrie Popescu im Zweier mit Steuermann und gewann die Silbermedaille hinter den italienischen Brüdern Carmine und Giuseppe Abbagnale und deren Steuermann Giuseppe Di Capua. Auch bei den Weltmeisterschaften 1985 siegten die Italiener vor den Rumänen.
1991 kehrte Răducanu zurück in den internationalen Rudersport. Bei den Ruder-Weltmeisterschaften 1991 belegte er im Zweier mit Steuermann und im Achter den vierten Platz. Im Vierer mit Steuermann gewann er mit Dănuț Dobre, Dragoș Neagu, Valentin Robu und Ioan Șnep die Silbermedaille hinter dem deutschen Vierer. Bei den Olympischen Spielen 1992 in Barcelona trat Dumitru Răducanu in zwei Bootsklassen an. Am 1. August siegten Iulică Ruican, Viorel Talapan, Dimitrie Popescu, Nicolae Țaga und Steuermann Dumitru Răducanu im Vierer, am 2. August erkämpften Popescu, Țaga und Răducanu Bronze im Zweier hinter den Briten und den Italienern. Nach einem fünften Platz im Achter bei den Weltmeisterschaften 1995 steuerte Răducanu den Zweier mit Nicolae Țaga und Dumitru Răducanu auf den zweiten Platz hinter den Franzosen bei den Weltmeisterschaften 1996.
Bei den Weltmeisterschaften 1998 trat Dumitru Răducanu wieder in zwei Bootsklassen an, nach einem neunten Platz im Vierer mit Steuermann gewann er mit dem Achter die Bronzemedaille. Auch bei den Weltmeisterschaften 1999 steuerte er beide Boote, der Bronzemedaille mit dem Vierer folgte ein vierter Platz im Achter. Zum Abschluss seiner Karriere belegte Dumitru Răducanu mit dem Achter den sechsten Platz bei den Olympischen Spielen 2000.